# Národní park delta Axia

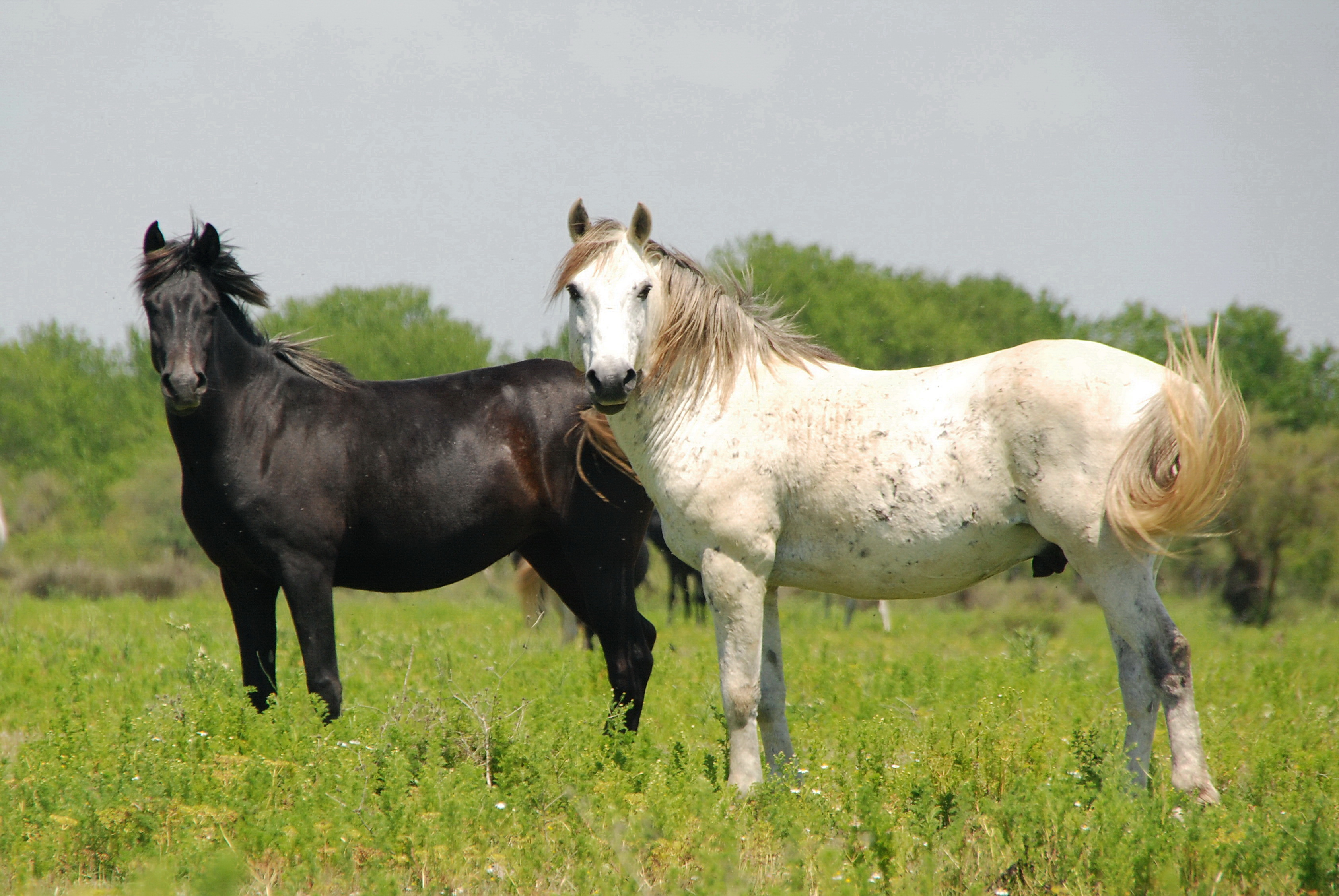
Divocí koně na lučinách v deltě Axia (Vardaru).

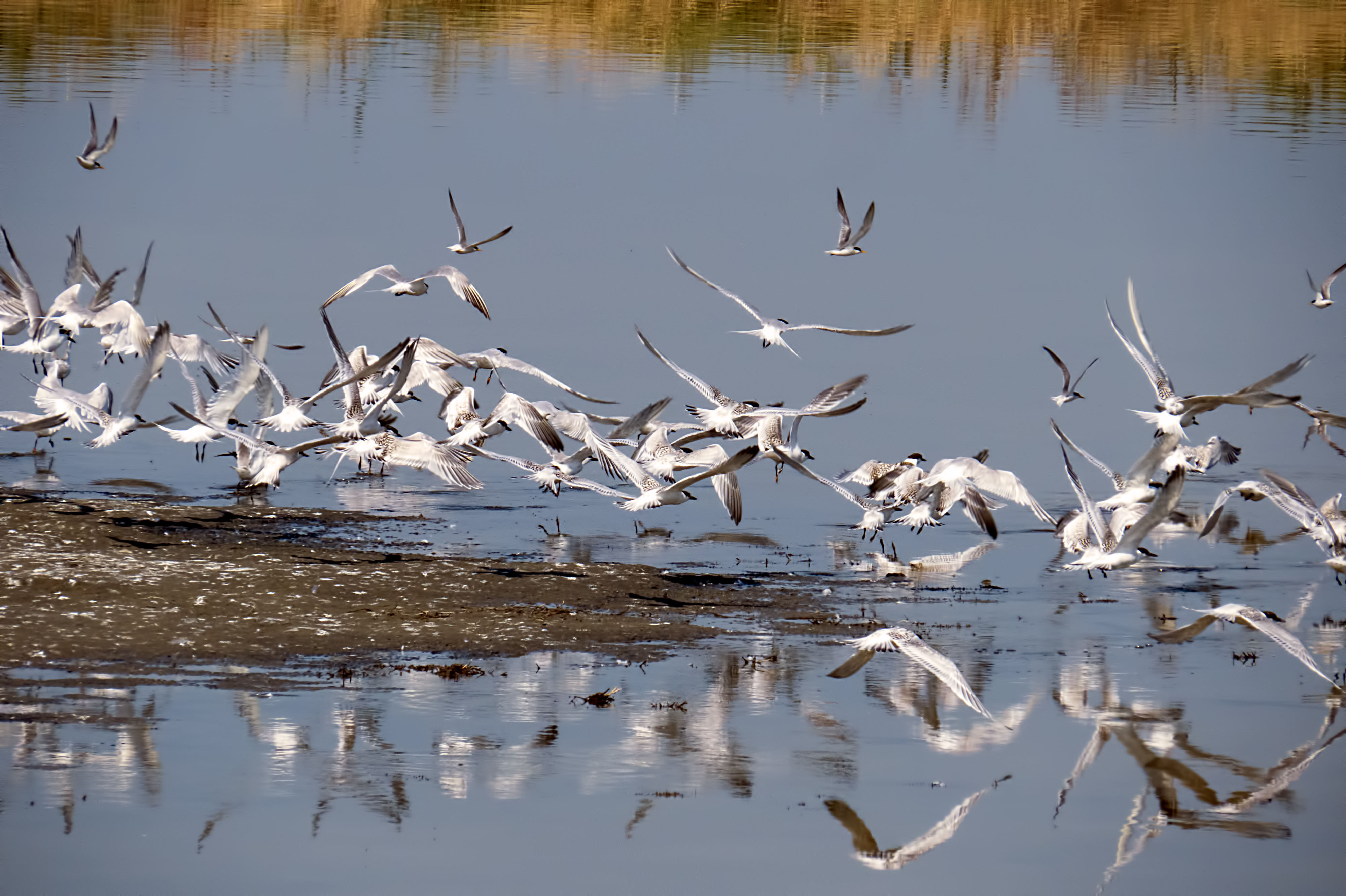
Hejno Rybáků černozobých v deltě Axia (Vardaru).

Národní park delta Axia, též Národní park Axios – Loudios – Aliakmonas (řecky Εθνικό Πάρκο Δέλτα Αξιού, Εθνικό Πάρκο Αξιού - Λουδία - Αλιάκμονα) je řecký národní park v kraji Střední Makedonie. Zahrnuje lagunu v oblasti Kalochori, meandry řeky Gallikos, deltu a břehy řeky Axios (Vardar) až ke státním hranicím Řecka, dále deltu řeky Aliakmonas a mokřady a saliniště v oblasti vesnic Nea Agathoupoli a Alyki. Ochrana tohoto území jakožto mokřadu mezinárodního významu je zajištěna na základě Ramsarské úmluvy z roku 1971 a zahrnutím do soustavy chráněných území Natura 2000. Území bylo také zahrnuto do seznamu důležitých ptačích oblastí IBA.

## Klima
Léta v této oblasti bývají teplá, ale bez extrémních výkyvů. Zimy jsou chladné a vlhké, výjimečně se tvoří sněhová pokrývka a zamrzají vodní hladiny. Průměrné roční srážky jsou 442,5 mm, k většině srážek dochází na podzim.

## Flora a fauna
Flora a fauna oblasti nezahrnuje endemické, vzácné či ohrožené druhy, s výjimkou druhů mokřadních oblastí, brakických vod a pláží.
Říční ekosystém je obzvláště bohatý na druhy. V řece Axios bylo identifikováno 26 druhů ryb, v Aliakmonu žije 26 původních a čtyři importované druhy ryb. Zvláště hodný pozornosti je druh ryb rutilus macedonicus.